# Uiramutã
Uiramutã este un oraș în Roraima (RR), Brazilia.